# 間接広告
間接広告（かんせつこうこく、英:indirect advertising）とは、
- 商品・企業などを直接的に明示しないでする広告の総称。
- 商品のブランド名やキャッチフレーズを他商品・サービスと共有すること。

放送媒体で多用される。韓国では放送における間接広告に一定の規制がかかっている。タバコのように社会的損失・健康被害の大きいとされるものは間接広告も含めて規制する傾向が世界的に強まっている。

## 具体例
- スポーツにおける「（企業名）カップ」「（企業名）大会」（冠大会を参照）
- 実業団スポーツ
- 試食・試飲・試供品の配布
- 共通して用いられるキャッチフレーズ
- 番組内で、スポンサーになっている企業の商品を「よく売れてますね」、「食べ比べやってみましょう」あるいは「製造工場の中に入ってみました」といった手法
- 撮影手法として、背景に特定の店やロゴを映りこませる。[3]

## 映画・テレビドラマ・アニメーション等での間接広告
- 登場人物の好物として特定の商品が登場する。
- （海外作品で）日本で公開され、テレビなどで日本語吹替え版として放送される際は商品名が伏せられる場合もある。

## タバコ業界における間接広告
- 影のスポンサーとしてタバコ会社自身がスポンサーになる事があり、ドラマ･映画などにおいて俳優の喫煙シーンを映すことによって未成年者に喫煙動機を与えてしまうことによる弊害も一部識者において指摘されている[4][5]。